# Wales Head
Das Wales Head ist eine aufragende Landspitze an der Nordküste Südgeorgiens. Er liegt 3,5 km östlich des Craigie Point.
Wissenschaftler des South Georgia Survey kartierten sie im Zuge der von 1951 bis 1957 durchgeführten Vermessungskampagne. Das UK Antarctic Place-Names Committee benannte sie 1958 nach dem britischen Astronomen William Wales (1734–1798), der im Auftrag des Board of Longitude den englischen Seefahrer und Entdecker James Cook auf seiner zweiten Seereise (1772–1775) auf dem Schiff Resolution begleitet hatte.